# 小栗宏夫
小栗宏夫（おぐり ひろお、1941年（昭和16年）8月24日 - ）は、日本の銀行家。肥後銀行顧問。

## 人物 ・来歴
父が南満洲鉄道に勤務していたため、満洲国奉天市で生まれる。終戦により引揚者として帰国。その後父が国鉄に入社したこともあり、転勤のため日本各地を転居して暮らした。
東大法学部卒業後、当時預金残高日本一であった富士銀行に入行した。
同行時代においては、各店支店長を務め営業の第一線を歩んだほか、審査部門を長らく担当した。
1998年（平成10年）、当時の稲垣精一頭取が富士銀出身だったことや、山本惠朗富士銀頭取の勧めもあり、肥後銀行に入行。2001年（平成13年）、頭取に就任した。
2013年（平成25年）には、会長を経て顧問退いた。
2023年（令和5年）11月、旭日中綬章を受勲。

## 略歴
- 宮城県仙台第一高等学校入学、東京都立新宿高等学校編入学卒業
- 1965年（昭和40年） - 東京大学法学部後、富士銀行入行
  - 以降、鎌倉、恵比寿、銀座各支店長。審査第一部長、審査第二部長等を歴任
- 1992年（平成4年） - 同取締役審査第二部長委嘱
- 1994年（平成6年） - 同取締役支店部長委嘱
- 1995年（平成7年） - 同常務取締役
- 1998年（平成10年） - 肥後銀行入行 専務取締役
- 2000年（平成12年） - 同副頭取
- 2001年（平成13年） - 同頭取
- 2009年（平成21年） - 同会長
- 2013年（平成25年） - 同顧問